# John Scroggs
John Scroggs est un navigateur britannique du XVIIIe siècle.

## Biographie
Membre de la Compagnie de la Baie d'Hudson, il prend part à l'expédition de James Knight à la recherche du Passage du Nord-Ouest comme commandant de l'Albany. Il explore la baie d'Hudson en 1722 puis disparait comme tous les membres de l'expédition Knight.
En 1746-1747, Henry Ellis tente le même voyage.
Samuel Hearne retrouve en 1768 les restes des campements de l'expédition sur l'île Marble. 